# Stadsmuseum Almelo
Stadsmuseum Almelo is een streekmuseum in de Overijsselse stad Almelo, beheerd door de Stichting Museum voor Heemkunde Almelo, die op 8 januari 1975 werd opgericht.
Het museum is gehuisvest in het Rectorshuis, wat in 1783 de Latijnse school was, en het naastgelegen Heydapand. Tot eind 1986 was het museum gevestigd op de bovenverdieping van het Waaggebouw aan het Marktplein. De collecties gaan over de voormalige heerlijkheid Almelo en ontwikkelingen naar de stad Almelo.